# موتور رحمان خالق‌پور چاه حسن
موتور رحمان خالق‌پور چاه حسن یک منطقهٔ مسکونی در ایران است که در دهستان جازموریان واقع شده‌است. موتور رحمان خالق‌پور چاه حسن ۱۵۱ نفر جمعیت دارد.